# Träume lügen nicht
Träume lügen nicht ist das dritte Studioalbum der deutschen Schlagersängerin Andrea Berg. Es wurde im Juli 1997 auf dem Label Jupiter Records veröffentlicht. 

## Entstehung
Produktion und Arrangements des Albums wurden wie zuvor von Eugen Römer vorgenommen, der auch die Musik schrieb. Die Songtexte wurden von Bernd Meinunger, Horst-Herbert Krause sowie teils auch von Berg und Römer verfasst. Der Text zu Im Feuer der Nacht stammt von Kristina Bach, derjenige von Wieviel Träume hab ich geträumt von Norbert Hammerschmidt. Die Gitarre auf dem Album spielten Dieter Rösberg und Wolfram Seifert. Frank Kirchner ist am Saxofon zu hören. Aufgenommen wurde das Album im Römer Studio in Köln, abgemischt im Sound Studio N ebendort.

## Gestaltung
Das Albumcover zeigt Berg im Porträt, die sich ins Haar greift, vor hellem Hintergrund und mit roten und blauen Aufschriften. Das Foto stammt von Franz Fagner.

## Titelliste
| #  | Titel                            | Autor(en)                                      | Produzent(en) | Länge |
| -- | -------------------------------- | ---------------------------------------------- | ------------- | ----- |
| 1  | Warum nur träumen                | Eugen Römer, Andrea Berg, Horst Herbert Krause | Eugen Römer   | 3:26  |
| 2  | Wenn du mich berührst            | Eugen Römer, Andrea Berg                       | Eugen Römer   | 4:07  |
| 3  | Träume lügen nicht               | Bernd Meinunger, Eugen Römer                   | Eugen Römer   | 3:15  |
| 4  | Im Feuer der Nacht               | Kristina Bach, Eugen Römer                     | Eugen Römer   | 3:51  |
| 5  | Du weckst Gefühle                | Bernd Meinunger, Eugen Römer                   | Eugen Römer   | 3:20  |
| 6  | Halt' mich fest                  | Eugen Römer, Horst Herbert Krause              | Eugen Römer   | 4:03  |
| 7  | Dein Blick berührt mich          | Bernd Meinunger, Eugen Römer                   | Eugen Römer   | 3:31  |
| 8  | Aber sonst geht's mir gut        | Bernd Meinunger, Eugen Römer                   | Eugen Römer   | 4:10  |
| 9  | Schenk' mir die eine Nacht       | Eugen Römer                                    | Eugen Römer   | 3:44  |
| 10 | Frag' nicht                      | Eugen Römer, Horst Herbert Krause              | Eugen Römer   | 3:58  |
| 11 | Nachts, wenn alles schläft       | Eugen Römer, Horst Herbert Krause              | Eugen Römer   | 3:19  |
| 12 | Wieviel Träume hab' ich geträumt | Norbert Hammerschmidt, Eugen Römer             | Eugen Römer   | 3:50  |

## Rezeption
Das Album erreichte Platz 71 in Deutschland und war ab dem 4. August 1997 drei Wochen platziert. Durch nennenswerte Nachverkäufe wurde das Album im Jahr 2006 mit der Goldenen Schallplatte ausgezeichnet.

### Chartplatzierungen
| ChartsChartplatzierungen | Höchstplatzierung | Wochen |
| ------------------------ | ----------------- | ------ |
| Deutschland (GfK)        | 71 (3 Wo.)        | 3      |

### Auszeichnungen für Musikverkäufe
| Land/Region        | Auszeichnungen für Musikverkäufe (Land/Region, Auszeichnung, Verkäufe) | Verkäufe |
| ------------------ | ---------------------------------------------------------------------- | -------- |
| Deutschland (BVMI) | Gold                                                                   | 250.000  |
| Insgesamt          | 1× Gold ·                                                              | 250.000  |